# ジャン・ミシェル・クロード・リシャール
ジャン・ミシェル・クロード・リシャール（Jean Michel Claude Richard、1787年8月16日 - 1868年）はフランスの植物学者である。フランスの植民地で有用植物の栽培などを行った。

## 略歴
オート＝ソーヌ県のVolonで生まれた。1816年にセネガルに庭師として渡った。1822年に野心的な政治家のロジェ男爵（Jacques-François Roger）がセネガルと植民地の監督者に任命され、セネガルの農業改革に取り組むとリシャールは園芸主任に任命され、セネガル川の河畔に植物園を設け、バナナ、キャッサバ、オレンジ、グアバ、サトウキビ、コーヒーなどの有用植物の栽培実験を行った。この植物園のあった場所はリシャール・トル（Richard Toll、「リシャールの庭」の意）という地名になっている。
1824年2月にセネガルに有用植物を移入するために南米のフランス領ギアナのカイエンヌに派遣された。セネガルでは1825年まで働き、植物園の植物目録を作成した。リシャールの後任にはルカード（Théodore Lecard）がなり、綿花の栽培で実績を上げた。
1831年にはインド洋のブルボン島（現在のレユニオン）の王立植物園（現在はジャルダン・ド・レタ:Jardin de l'Éta）の園長に植物収集家のニコラ・ブレオン（Nicolas Bréon）の後任として任命された。リシャールのもとで、植物園は黄金期を迎え、自らの推計で3000種の植物を植民地に導入したとされる。ドイツの植物学者、アルノルト（Ferdinand Christian Gustav Arnold）のために、モーリシャスの地衣類の標本を収集もした。
移入されて、花粉を媒介する昆虫のいない土地でのバニラの結実のための人工授粉の技術については、レユニオンの奴隷出身のエドモン・アルビウス）が開発したとされるが、リシャールは、アルビウスより数年早く、見つけていたと主張し論争を呼んだ。